# Pinhais
Pinhais város Brazíliában, Paraná államban. Lakosainak száma 127 019 fő (2022). Pinhais Curitiba, Colombo, Piraquara, Quatro Barras és São José dos Pinhais községekkel határos.

## Népesség
A település népességének változása:
| Lakosok száma | 102 985 | 117 008 | 133 490 | 134 788 | 127 019 |
|               | 2000    | 2010    | 2020    | 2021    | 2022    |